# یووا
یووا (به پرتغالی: Uauá) یک سکونتگاه مسکونی در برزیل است که در باهیا واقع شده‌است.